# Bistum Amparo
Das Bistum Amparo (lateinisch Dioecesis Amparensis, portugiesisch Diocese de Amparo) ist eine in Brasilien gelegene römisch-katholische Diözese mit Sitz in Amparo im Bundesstaat São Paulo. Ihr Gebiet umfasst die Gemeinden Amparo, Águas de Lindóia, Holambra, Itapira, Jaguariúna, Lindóia, Mogi Mirim, Monte Alegre do Sul, Pedreira, Santo António de Posse und Serra Negra.

## Geschichte
Das Bistum Amparo wurde am 23. Dezember 1997 durch Papst Johannes Paul II. mit der Apostolischen Konstitution Ecclesiae universae aus Gebietsabtretungen des Erzbistums Campinas und des Bistums Limeira errichtet. Es wurde dem Erzbistum Campinas als Suffraganbistum unterstellt.

## Bischöfe von Amparo
- Francisco José Zugliani, 1997–2010
- Pedro Carlos Cipolini, 2010–2015
- Luís Gonzaga Féchio, seit 2016

## Einzelnachweise

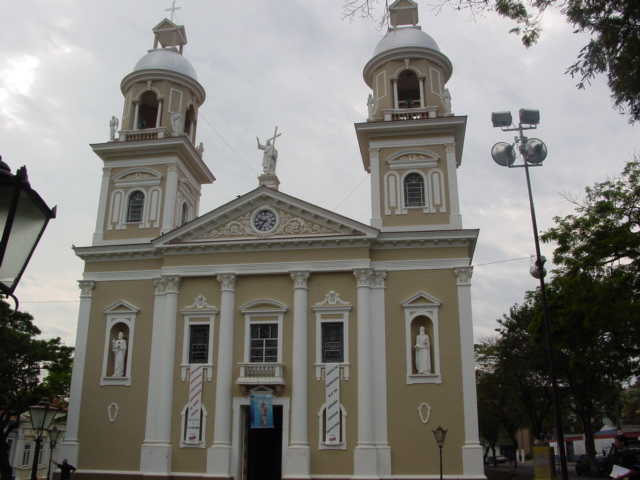
Kathedrale von Amparo